# حظر توريد الأسلحة
حظر توريد الأسلحة هو حظر يطبق على تجارة السلاح. وربما يشمل أيضًا المنتجات ذات «الاستعمال المزدوج». وقد يحقق حظر توريد الأسلحة واحدًا أو أكثر من الأغراض التالية:
1. التعبير عن رفض سلوك جهة معينة
2. أو التمسك بموقف حيادي تجاه صراع قائم
3. أو تقليل الموارد التي تمتلكها جهة معينة لتوجيه العنف ضد آخرين

## أمثلة تاريخية

### الأرجنتين
طبّق الرئيس الأمريكي جيمي كارتر حظرًا ضد المجلس العسكري في عام 1976 بسبب الحرب القذرة. وانضمت المملكة المتحدة إلى هذا الحظر بعد حرب الفوكلاند عام 1982. ورفع الحظر في التسعينيات عندما سميت الأرجنتين حليفًا رئيسيًا من خارج الناتو. وخلال هذه السنوات اتجهت القوات المسلحة الأرجنتينية إلى دول أوروبا الغربية وإسرائيل للحصول على الذخائر.

### إندونيسيا
فرضت حكومة الولايات المتحدة حظر توريد الأسلحة على إندونيسيا في عام 1999 نتيجة انتهاكات حقوق الإنسان التي شهدتها جمهورية تيمور الشرقية. ورفع الحظر بعد ذلك في عام 2005.

### إيران
فرضت عقوبات دولية ضد إيران منذ عام 1979.

### جمهورية الصين الشعبية
أوقفت الولايات المتحدة والاتحاد الأوروبي تصدير الأسلحة إلى جمهورية الصين الشعبية بعد عام 1989، بسبب أسلوب تعامل الحزب الشيوعي الصيني مع المعارضين في ساحة تيانانمن والمناطق المحيطة بها.

### جنوب إفريقيا
امتد حظر توريد الأسلحة المفروض على جنوب إفريقيا من عام 1977 ليشمل المنتجات ذات الاستعمال المزدوج. ورفع الحظر بموجب القرار رقم 919 في عام 1994.

## قائمة بقرارات حظر توريد الأسلحة الحالية
الدول المذكورة في القائمة هي الدول المفروض عليها حظر توريد الأسلحة من قِبل الأمم المتحدة أو منظمة دولية أخرى (الاتحاد الأوروبي (EU) أو منظمة الأمن والتعاون في أوروبا (OSCE) أو غيرها) أو إحدى الدول. وفي بعض الحالات، يلحق حظر توريد الأسلحة فرض حظر تجاري عام أو غيره من العقوبات (المالية) أو حظر السفر على أشخاص معينين. وفي حالات أخرى، يطبق حظر توريد الأسلحة على كيان قائم أو مؤسس في الدولة، ولكن في أخرى يكون الحظر جزئيًا - تستثنى القوات الحكومية المعترف بها وقوات حفظ السلام الدولية من الحظر.
- أرمينيا وأذربيجان (من قِبل منظمة الأمن والتعاون في أوروبا)،[1] 1992-
- ميانمار (من قِبل الاتحاد الأوروبي)،[2] 1990-
- جمهورية الصين الشعبية (من قِبل الاتحاد الأوروبي/الولايات المتحدة)،[3][4] 1989-
- جمهورية الكونغو الديمقراطية (من قِبل الأمم المتحدة والاتحاد الأوروبي)،[5] 2003/1993- (الأمم المتحدة/الاتحاد الأوروبي)
- ساحل العاج (من قِبل الأمم المتحدة والاتحاد الأوروبي)،[6] 2004-
- إريتريا (من قِبل الأمم المتحدة والاتحاد الأوروبي)، [7] 2010-
- غينيا (من قِبل الاتحاد الأوروبي)، [8] 2009-
- إيران (من قِبل الأمم المتحدة والاتحاد الأوروبي)، [9] 2006-
- العراق (من قِبل الأمم المتحدة والاتحاد الأوروبي)،[10] 1990-
- كوريا الشمالية (من قِبل الأمم المتحدة والاتحاد الأوروبي)،[11] الأسلحة والسلع الكمالية، 2006-
- حزب الله (من قِبل الأمم المتحدة والاتحاد الأوروبي)،[12] 2006-
- الصومال (من قِبل الأمم المتحدة والاتحاد الأوروبي)،[13] 1992/2002- (الأمم المتحدة/الاتحاد الأوروبي)
- السودان من قِبل الأمم المتحدة والاتحاد الأوروبي)،[14] 2004/1994- (الأمم المتحدة/الاتحاد الأوروبي)
- أوزبكستان (من قِبل الاتحاد الأوروبي)،[15] 2005-
- زيمبابوي (من قِبل الاتحاد الأوروبي)،[16] 2002-
- ليبيا (من قِبل مجلس الأمن التابع للأمم المتحدة)، 2011

### قرارات الحظر السابقة
- رواندا (من قِبل الأمم المتحدة بموجب القرار رقم 918 والاتحاد الأوروبي)[17] (الأمم المتحدة: 1994-2008 والاتحاد الأوروبي:)
- سوريا (من قِبل الاتحاد الأوروبي)،[18] 2011-2013[19]
- يوغوسلافيا (من قِبل الأمم المتحدة بموجب القرار رقم 713 والاتحاد الأوروبي)[20] (الأمم المتحدة/الاتحاد الأوروبي: سبتمبر 1991:)
- سيراليون (من قِبل الأمم المتحدة والاتحاد الأوروبي)،[21] 1997-2010[22]